# Nashīd
Nashid (en árabe: نَشِيد‎, romanizado: našīd, lit. 'himno', o en plural anashid, أَنَاشِيد) es un tipo de música vocal musulmana. Normalmente se canta a capela o, como máximo, con algún instrumento de percusión. Esto es porque diferentes interpretaciones del Corán consideran que el uso de instrumentos musicales es haram (pecaminoso).
El término se ha popularizado en los medios occidentales a raíz del uso de este género musical como herramienta de propaganda yihadista.